# یادداشت برداری

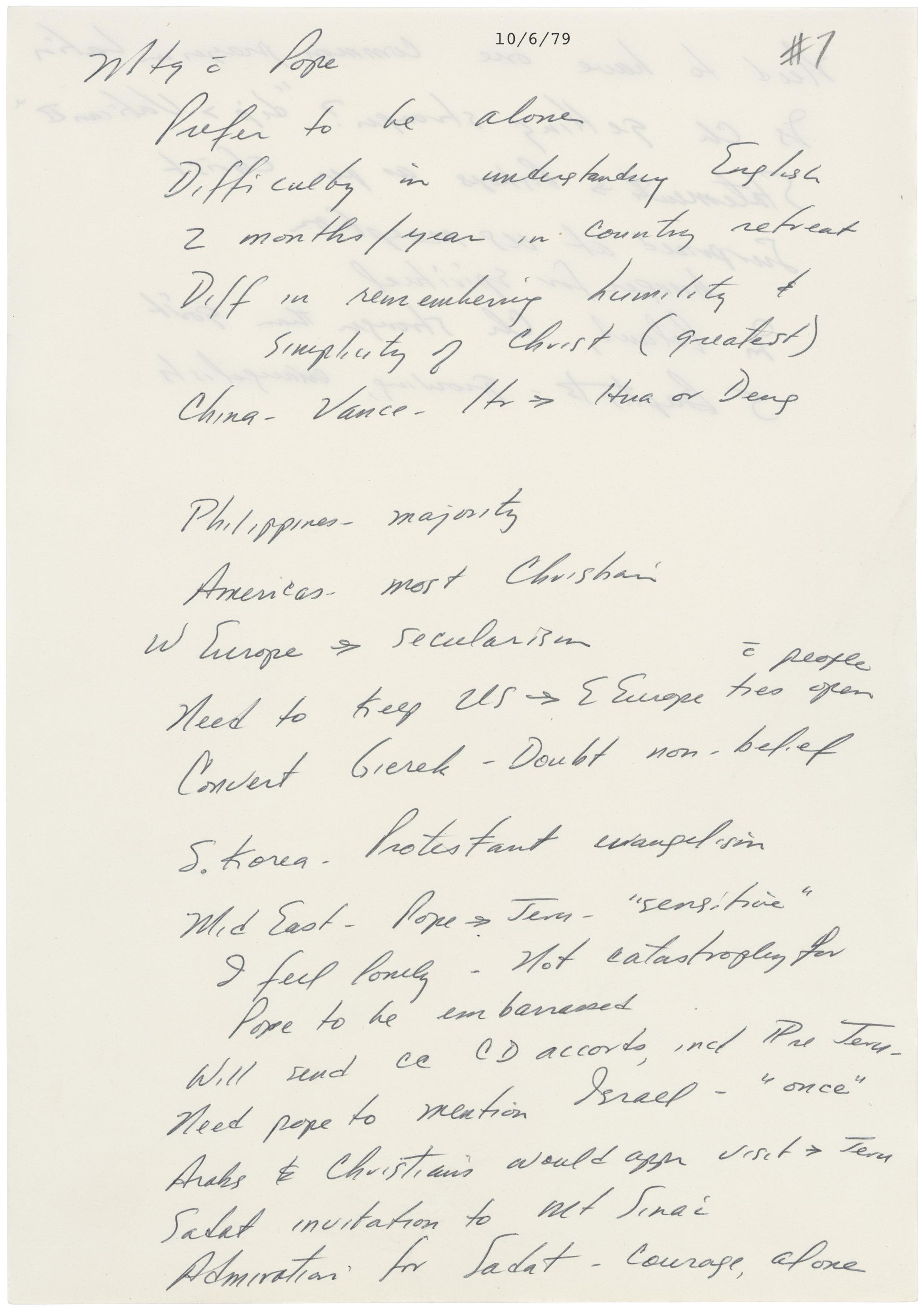
یادداشت‌های جیمی کارتر از دیدار خصوصی او با پاپ ژان پل دوم، ۶ اکتبر ۱۹۷۹.

یادداشت برداری (به انگلیسی: note-taking) به عمل ثبت اطلاعات از منابع و بسترهای مختلف گفته می‌شود. در این حین نویسنده کلیت اطلاعات را ثبت می‌کند و ذهن خود را از یادآوری هر چیزی آسوده می‌کند. یادداشت‌ها معمولاً از یک منبع گذرا، مانند بحث شفاهی در یک جلسه، یا یک سخنرانی برداشته می‌شوند (یادداشت‌های جلسه معمولاً صورتجلسه نامیده می‌شوند)، در این صورت، یادداشت‌ها ممکن است تنها گزارش رویداد باشند. از زمان ظهور نوشتن و سواد، یادداشت‌ها به‌طور سنتی تقریباً همیشه با دست نوشته می‌شدند (اغلب در دفترچه یادداشت)، اما با معرفی نرم‌افزار یادداشت نویسی یادداشت برداری دیجیتال را ممکن و گسترده کرده است. این یک مهارت بنیادی در مدیریت دانش شخصی است.

## دلایل یادداشت برداری
یادداشت برداری راهبرد خوبی برای تقویت یادگیری و حافظه است، زیرا امکان انتخابی بودن و سازماندهی مجدد ایده‌ها را در طول فراهم می‌کند. این یادداشت‌ها را می‌توان به روشی ساده‌تر بازنویسی کرد که درک محتوای آموخته شده در کلاس را آسانتر می‌کند. پس از آن، یادداشت‌ها می‌توانند برای کمک به پردازش، یادآوری، و استفاده از اطلاعاتی که به سرعت در طول سخنرانی از بین رفته‌اند استفاده شوند.

## سامانش
بسیاری از قالب‌های مختلف برای ساختاردهی اطلاعات وجود دارد که بازیابی و درک آن‌ها را آسان‌تر می‌کنند. از لحاظ تاریخی، یادداشت برداری یک فرایند آنالوگ بود که در دفترچه یادداشت یا سایر روش‌های کاغذی مانند یادداشت‌های Post-It نوشته می‌شد. در عصر دیجیتال، استفاده از کامپیوتر، تبلت و دستیار دیجیتال شخصی (PDA) رایج است.

## یادداشت برداری خطی
یادداشت برداری خطی فرایند ثبت اطلاعات به ترتیبی است که آن‌ها را دریافت می‌کنید. یادداشت‌های خطی معمولاً طبق روال سیر زمانی یک سخنرانی یا یک نطق هستند. یادداشت برداری خطی یک راه معمول برای این کار است، با این حال، توانش رونویسی همه چیزهایی که گفته می‌شود یا در اسلاید ارائه بسیار زیاد است.

### ترسیم کردن
طرح کلی یک سیستم یادداشت برداری رایج است. یادداشت‌ها و افکار به شیوه ای ساختاریافته و منطقی سازماندهی شده‌اند و زمان مورد نیاز برای ویرایش و مرور را کاهش می‌دهند و اجازه می‌دهند اطلاعات زیادی در مدت زمان کوتاهی هضم شوند. برای کلاس‌هایی که شامل فرمول‌ها و نمودارهای زیادی هستند، مانند ریاضیات یا شیمی، سیستمی مانند یادداشت کرنل ممکن است بهتر باشد.

## یادداشت برداری غیر خطی
رویکردهای یادداشت برداری غیرخطی شامل خوشه بندی، نگاشت مفهومی، یادداشت‌های کرنل، نقشه برداری ایده، بازپخش فوری، نمودارهای ایشیکاوا، نقشه‌های دانش، یادگیری نقشه‌ها، نقشه برداری ذهنی، نقشه‌های مدل، و اصل هرم.

### نمودار
روش ترسیم نمودار یادداشت برداری، که شامل ترسیم جداولی است که گاهی اوقات study frames نامیده می‌شود، برای موضوعاتی مفید است که می‌توانند به دسته‌هایی تقسیم شوند، مانند شباهت‌ها، تفاوت‌ها، تاریخ، رویداد، تأثیر. و غیره. دانش آموزان ممکن است از نمودار برای شناسایی دسته‌ها و ترسیم جدول قبل از سخنرانی استفاده کنند یا ممکن است با استفاده از روش نمودار، یادداشت‌ها را مرور و بازنویسی کنند.

### نقشه‌کشی

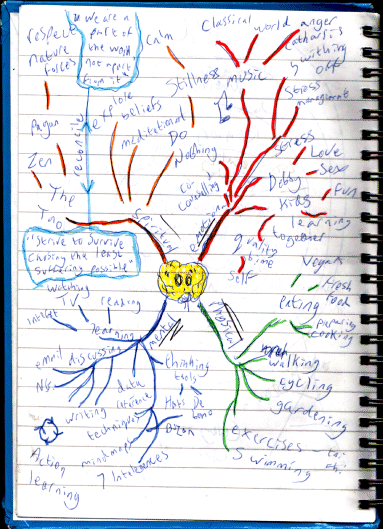
نقشه ذهنی ایده‌ها را به صورت گرافیکی به یکدیگر متصل می‌کند